# Украшенный лори Маргариты
Украшенный лори Маргариты(лат. Charmosynoides margarethae) — вид птиц отряда попугаеобразных. Находится под угрозой исчезновения, которая связана с утратой естественной среды обитания. В 1975 году были выпущены почтовые марки с изображением этой птицы.

## Описание
Длина попугаев 20 см, вес — 40-60 г. 
Цвет оперения ярко-красный, затылок чёрно-фиолетовый. Надхвостье оливково-зелёное, у шеи на уровне груди проходит широкая, жёлтая полоса. Тускло-жёлтые подкрылья, хвост красный, с жёлтым хвостом. Клюв оранжевого цвета, а глаза — жёлто-оранжевые. У самок почти такое же оперение как у самцов, но по бокам поясницы жёлтые пятна. 
У молоди жёлтая полоса не такая яркая, клюв коричневый, глаза светло-серого цвета. Красная задняя макушка до затылка размыта темно-черным.
Крики в полете громкие и пронзительные; пронзительные крики, издаваемые во время кормления. Крики в целом более скрипучие, чем у других лори.

### Биология
Встречается на Соломоновых островах и сопредельном с ними острове Бугенвиль, принадлежащем Папуа-Новой Гвинее. Живёт в субтропических, либо тропических горных лесах (от 100 до 1350 м), прибрежные кокосовые плантации с деревнями. 
Естественная диета состоит из нектара, фруктов, цветов (часто шеффлерой) , пыльцы и семян. Кормится в шумных группах в 10-40 особях в цветущих деревьях и эпифитах, вместе с другими видами лори. Отдыхает в тихих и неприметных группах меньше размером. Размножается в январе.